# کوه الگان
کوه الگان (انگلیسی: Mount Elgon) یک آتشفشان سپری خاموش است که در مرز اوگاندا و کنیا واقع شده‌است. محل آن در شمال کیسیمو و در غرب کیتاله است. چکاد این کوه که واگاگای نامیده می‌شود کاملاً در اوگاندا قرار گرفته‌است. الگان با ارتفاع ۴۳۲۱ متر از سطح دریا هفدهمین کوه بلند آفریقا به‌شمار می‌آید.